# Ратушняк Віктор Іванович
Віктор Іванович Ратушняк (нар. 16 жовтня 1959, Вінницька область, УРСР) — український чиновник, заступник міністра МВС часів президентства Януковича і начальник Департаменту міліції громадської безпеки (до 4 березня 2014).

## Біографія
Закінчив Немирівське педагогічне училище (1978) та Національну академію внутрішніх справ України (1997).
З 1978 працював учителем фізичного виховання 8-річної школи на Вінниччині.
Службу в органах внутрішніх справ розпочав у 1982 році міліціонером патрульно-постової служби міліції в Києві. З грудня 1991 працював на посадах інспектора, старшого інспектора управління охорони громадського порядку УВС Києва. З липня 1992 — начальник відділення.
З червня 1995 — начальник відділу в управлінні охорони громадського порядку ГУМВС в Києві. З грудня 1991 — інспектор, старший інспектор управління охорони громадського порядку УВС Києві. У травні 2005 — помічник начальника управління Державної служби охорони при Головному Управлінні МВС України в  Києві. З квітня 2007 — перший заступник начальника Головного управління МВС України в м. Києві.
У березні 2010 року призначений заступником Міністра внутрішніх справ України — начальником міліції громадської безпеки. Звільнений з посади 01 березня 2014 року. 

## Санкції
За підтримку режиму Януковича та порушення законів щодо Ратушняка було введено санкції ЄС.